# Stephenville (Texas)
Pour les articles homonymes, voir Stephenville.
La ville américaine de Stephenville est située dans le comté d'Erath, dans l’État du Texas. Selon le recensement de 2010, sa population s’élève à 17 123 habitants.
Fondée en 1856, elle accueille l'université d'État de Tarleton.

## Histoire
Stephenville tient son nom de John M. Stephen qui s'y est installé en 1854 et a fait don du terrain pour le lotissement aménagé par George B. Erath quand le comté a été fondé en 1856.

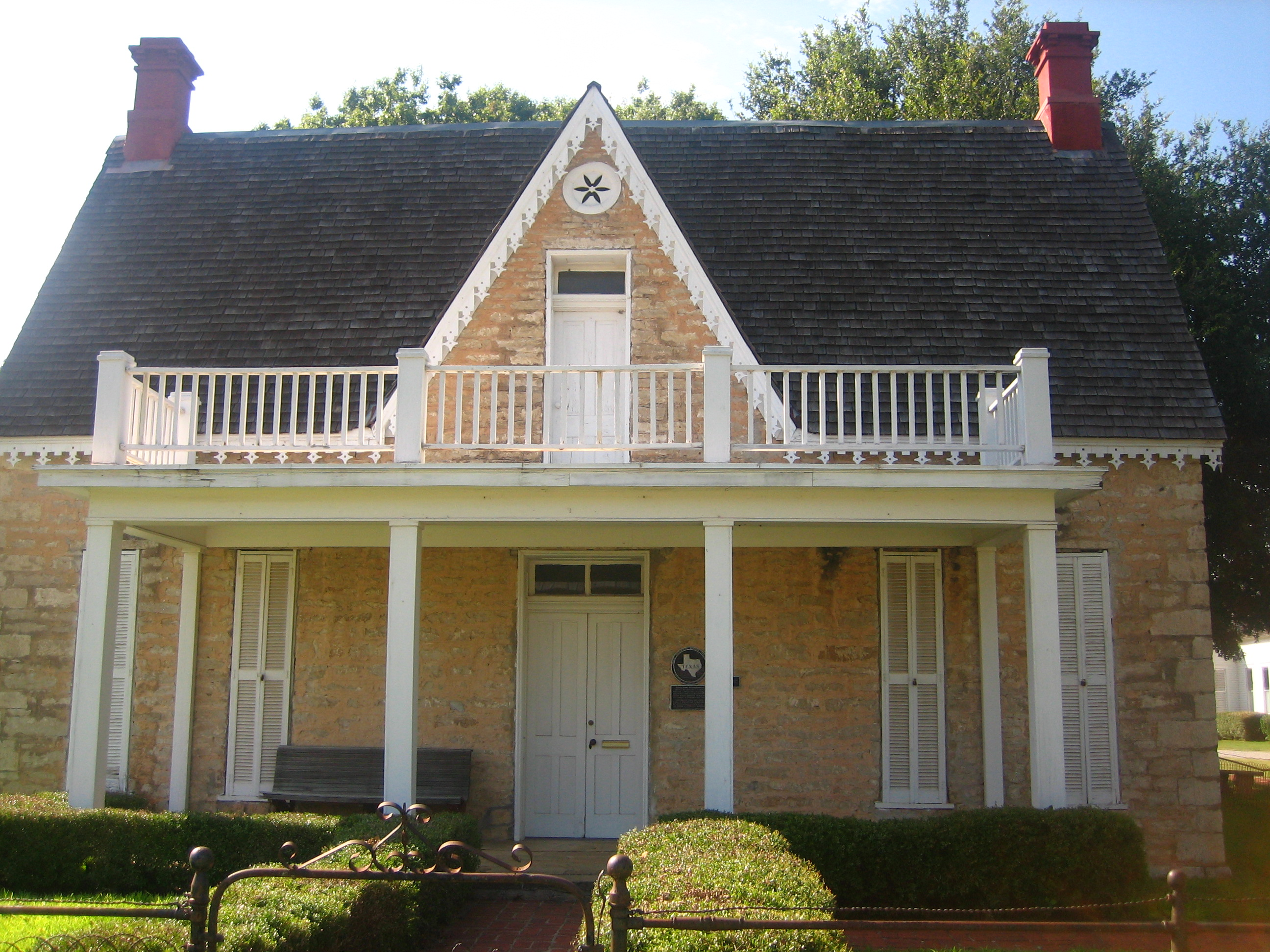
Historical House Museum, construit en 1869

Au cours des deux premières années de sa fondation, la population atteint 776 habitants. Toutefois, le site était localisé sur le territoire comanche et les raids y étaient fréquents. La guerre de Sécession a contraint des citoyens à quitter la région. La population a diminué jusqu'en 1871, année où Stephenville est devenue un centre agricole et d'élevage. L'extraction du charbon est également devenue important pour la région à partir de 1886 et a été une source importante de revenus pour les trois décennies suivantes.
Stephenville est incorporée en 1889 lors de l'arrivée sur place du Fort Worth and Rio Grande Railway. Dans les années 1890, de nombreux bâtiments sont construits autour de la place centrale, l'université d'État de Tarleton est ouverte, les deux journaux locaux deviennent l'Empire Tribune, un titre toujours existant aujourd'hui.
En février 1907 est créé le Stephenville North and South Texas Railway (en) qui est ensuite vendu en 1910 au réseau du St. Louis Southwestern Railway of Texas. Au XXe siècle, l'industrie devient prépondérante dans la ville dont la population atteint le niveau actuel vers 1920.

## Démographie
| Groupe            | Stephenville | Texas | États-Unis |
| ----------------- | ------------ | ----- | ---------- |
| Blancs            | 87,2         | 70,4  | 72,4       |
| Autres            | 7,2          | 10,5  | 6,4        |
| Afro-Américains   | 2,2          | 11,9  | 12,6       |
| Métis             | 1,7          | 2,7   | 2,9        |
| Asiatiques        | 1,2          | 3,8   | 4,8        |
| Amérindiens       | 0,5          | 0,7   | 0,9        |
| Total             | 100          | 100   | 100        |
|                   |              |       |            |
| Latino-Américains | 15,7         | 37,6  | 16,7       |

Selon l'American Community Survey, pour la période 2011-2015, 86,55 % de la population âgée de plus de 5 ans déclare parler l'anglais à la maison, alors que 12,54 % déclare parler l'espagnol et 0,91 % une autre langue.

## Personnalité liée à la ville
- Le golfeur Ben Hogan est né à Stephenville en 1912.

## Économie
- Clark Regional Airport (en)

## Éducation
- Université d'État de Tarleton du Texas A&M University System (en)

## Art
- Stephenville Museum
- La chanteuse Jewel a dédicacé une chanson dans son album "Goodbye Alice in Wonderland".

## Observation d'ovni de 2008
Le 8 janvier 2008, une centaine de personnes disent avoir vu des objets volants non identifiés dans le ciel. Larry King de CNN couvre l'affaire et la ville est très médiatisée.
Les sceptiques diront qu'ils ont vu des F-16 Falcon mais l'affaire reste inexpliquée. Mutual UFO Network (MUFON) & l'émission UFO Hunters (en) enquêteront. Le MUFON trouvera des traces radar.